# Sangassou orthohantavirus
Sangassou orthohantavirus (англ.), ранее Sangassou virus, — вид вирусов из семейства Hantaviridae порядка Bunyavirales. Распространён на территории Западной Африки, вызывает геморрагическую лихорадку с почечным синдромом и является первым хантавирусом, обнаруженным на территории Западной Африки.

## История изучения
В 2002—2004 годах на территории Гвинеи проводилась крупная операция по поимке грызунов в попытке обнаружить причину вспышки хантавирусной геморрагической лихорадки. Всего во время исследования было поймано 612 грызунов из 17 различных видов. РНК нового вируса было обнаружено у представителя вида Hylomyscus simus (African wood mous), пойманного в январе 2004 года в лесу небольшой деревни Sangassou рядом с городом Масента (Гвинея). В 2006 году после полного изучения генома вируса, было доказано, что он разительно (до 15 %) отличается от всех других представителей рода. Тем более, что данный вирус развивался вместе с местным африканским видом грызунов. В связи с этим было предложено выделить его в самостоятельный вид и назвать Sangassou virus в честь деревни, около которой была поймана заражённая вирусом мышь. В 2017 году в связи с выделением порядка Bunyavirales и ревизией рода Hantavirus название вида изменено, как и у большинства других относящихся к порядку таксонов.

## Переносчики
В связи с уникальными эволюционными условиями, в которых развивался вирус, его естественным резервуаром стал не только вид грызунов Hylomyscus simus, но также представитель семейства землеройковых белозубка Терезы (Crocidura theresae) и представитель рукокрылых мохнатый щелеморд (Nycteris hispida).